# Švýcarská lidová strana
Švýcarská lidová strana (německy Schweizerische Volkspartei (SVP), francouzsky Union démocratique du centre, italsky Unione Democratica del Centro, rétorománsky Partida populara Svizra) je švýcarská politická strana.

## Historie
Strana vznikla sloučením dvou stran na počátku 70. let ve 20. století. Ve vládě zasedá od roku 1992, v roce 2008 se od ní odštěpila BDP. Ekonomicky je liberálně profilovaná s důrazem na volný trh a omezenou funkci státu s minimální a nepřímou daní. Stát by si měl ponechat jen oblast ochrany životního prostředí a ekonomický rozvoj regionů prostřednictvím zemědělství. Sociálně je naopak konzervativní, s důrazem na národní hodnoty, z velkých švýcarských stran nejvýrazněji euroskeptická. Kritici upozorňují na její populismus. Ve Švýcarsku reprezentuje pravici kromě kantonu Ticino, kde její místo zabírá Lega dei Ticinesi. Podporuje ji hlavně německy mluvící venkov.